# Notogomphus maryae
Notogomphus maryae är en trollsländeart som beskrevs av Vick 2003. Notogomphus maryae ingår i släktet Notogomphus och familjen flodtrollsländor. IUCN kategoriserar arten globalt som otillräckligt studerad. Inga underarter finns listade i Catalogue of Life.